# Rafflesia mira
Rafflesia mira là một loài thực vật có hoa trong họ Rafflesiaceae. Loài này được Fernando & Ong mô tả khoa học đầu tiên năm 2005.